# Bruce Manson
Bruce Manson (Los Angeles, 20 marzo 1956) è un ex tennista statunitense.

## Carriera
In carriera ha vinto 9 titoli di doppio, di cui 5 con il connazionale Brian Teacher. Nei tornei del Grande Slam ha ottenuto il suo miglior risultato all'Open di Francia raggiungendo le semifinali di doppio nel 1980, e di doppio misto nel 1982.

## Statistiche

### Doppio

#### Vittorie (9)
| Numero | Anno | Torneo                                | Superficie  | Compagno        | Avversari in finale            | Punteggio     |
| 1.     | 1978 | Paris Open, Parigi                    | Cemento     | Andrew Pattison | Ion Țiriac Guillermo Vilas     | 7–6, 6–2      |
| 2.     | 1979 | Dayton Open, Dayton                   | Sintetico   | Cliff Drysdale  | Ross Case Phil Dent            | 3-6, 6-3, 7-6 |
| 3.     | 1980 | Canada Open, Toronto                  | Cemento     | Brian Teacher   | Heinz Günthardt Sandy Mayer    | 6–3, 3-6, 6-4 |
| 4.     | 1980 | Cincinnati Open, Cincinnati           | Cemento     | Brian Teacher   | Wojciech Fibak Ivan Lendl      | 6-7, 7-5, 6-4 |
| 5.     | 1980 | ATP Taipei, Taipei                    | Sintetico   | Brian Teacher   | John Austin Ferdi Taygan       | 6-4, 6-0      |
| 6.     | 1981 | Grand Marnier Tennis Games, La Quinta | Cemento     | Brian Teacher   | Terry Moor Eliot Teltscher     | 7–6, 6–2      |
| 7.     | 1981 | Columbus Open, Columbus               | Cemento     | Brian Teacher   | Anand Amritraj Vijay Amritraj  | 6–1, 6–1      |
| 8.     | 1982 | Zell Am See WCT, Zell Am See          | Terra rossa | Wojciech Fibak  | Sammy Giammalva Tony Giammalva | 6-7, 6-4, 6-4 |
| 9.     | 1982 | Paris Open, Parigi                    | Cemento     | Brian Gottfried | Jay Lapidus Richard Meyer      | 6–4, 6–2      |